# Arius nuchalis
Arius nuchalis és una espècie de peix de la família dels àrids i de l'ordre dels siluriformes.

## Distribució geogràfica
Es troba a Guaiana.